# サンダカン (企業)
サンダカン（Sanda kan、山打根）は、中華人民共和国の模型メーカー。2009年以降はケーダー社の一部門である。

## 概要
1973年に創業した、プラスチックや金属を用いたスロットカーや鉄道模型の製造会社である。アメリカ合衆国、イギリス、ドイツ、日本などの玩具メーカーや模型メーカーの下請けとして、模型の設計から金型製造、生産、印刷・塗装までの全てを、自社の東莞市万江工場と深圳市松崗工場で行なう。
取り扱う鉄道模型は1/22スケールから1/220スケールまで幅広く、世界中の主要なメーカーと密接に協力し、精密な製品を送り出している。

## 歴史
1973年に香港で創業、玩具・模型の下請け生産を開始する。1981年に香港山打根實業有限公司を設立。1985年には中華人民共和国に進出し、広東省東莞市に東莞模型玩具五金廠を設立。1988年には事業を拡大し、深圳市に松崗溪頭山打根玩具廠を設立した。
1990年代、会社は中国の経済改革の波に乗り繁栄していたが、会社代表であったWai Shing Tingが病に倒れた影響もあり、会社は2000年にZSファンドに売却された。さらに2004年にはJPモルガン・チェースに買収され、2008年にはケーダーに買収された。2006年には業務再編と経営改革によりTingは会社を退き、深圳市の松崗溪頭玩具廠は山打根科技（深圳）有限公司となり、東莞市の東莞模型玩具五金廠は山打根實業（東莞）有限公司となった。ケーダーによる買収後、TingはサンダカンのCEOに復帰した。

## 下請け製造
同社は、COX、K&B、ライオネル、 マイクロエース、ホーンビィ、BRAWA、メルクリン、トリックス、トミーテックなどから発売されているスロットカーや鉄道模型の生産を行なっている。
これらの生産は、設計から金型製造、射出成型、塗装、印刷など全てを自社の工場で行なっており、全ての生産品を輸出している。